# Navrški Vrh
Navrški Vrh este o localitate din comuna Ravne na Koroškem, Slovenia, cu o populație de 44 de locuitori.